# الحرس الثوري الأفغاني
فيلق حرس الثورة الإسلامية في أفغانستان (بالفارسية: سپاه پاسداران انقلاب اسلامی افغانستان)، والمعروف اختصارًا باسم الحرس الثوري الأفغاني (بالفارسية: پاسداران انقلاب افغانستان)، هو جماعة مجاهدين أفغانية موالية لإيران تم إنشاؤها في ثمانينيات القرن العشرين وتسيطر عليها المنظمة الحكومة الإيرانية، الحرس الثوري الإيراني. وانتشرت المفاهيم "الماوية" بشكل كبير بين أعضاء الجماعة، ولهذا السبب حظيت بدعم خاص من الصين. عمل مدربون صينيون في المفارز والمجموعات. تنسق نشاطها مع تنظيم النصر. وكانت مناطق تمركز التشكيلات العسكرية للحزب هي ولايتي غور وباميان. ويبلغ عدد أعضاء الوحدات القتالية نحو 1,500 شخص. وكان مقرها الرئيسي في مدينة قم. وفي عام 1987 انضمت إلى تحالف ثمانية طهران. في عام 1989، أصبحت المجموعة جزءًا من حزب الوحدة الإسلامي في أفغانستان.
وكان زعماء الجماعة هم الشيخ محمد أكبري ومحسن رضائي.